# Cesare Cipollini
Cesare Cipollini (Belfort, 16 de dezembro de 1958 – 10 de agosto de 2023) foi um ciclista italiano que participava em competições de ciclismo de estrada. Profissional de 1978 a 1990, ele venceu o Giro dell'Emilia em 1983. Competiu na prova de contrarrelógio por equipes nos Jogos Olímpicos de 1976 em Montreal, no Canadá.
É o irmão de Mario Cipollini.